# Gran Premi Literari de l'Àfrica Negra
El Gran Premi Literari de l'Àfrica Negra és un premi literari convocat cada any des de 1960 per l'Associació d'Escriptors de Llengua Francesa (ADELF), reconeguda d'utilitat pública des del 19 de juliol de 1952, amb l'objectiu de « per promoure el treball d'escriptors que, al llarg del món, escriuen en francès ». El premi està obert als «escriptors francòfons de l'Àfrica subsahariana, o un treball relatiu a aquesta àrea geogràfica, excloent traduccions ». Ha recompensat des de 1961 escriptors consagrats com Henri Lopès o Ahmadou Kourouma. Originàriament el premi consistia en 2.000 francs francesos.

## Llista de guardonats
- 1961: Aké Loba (Costa d'Ivori) per Kocumbo, l'étudiant noir.
- 1962: Cheikh Hamidou Kane (Senegal) per L'Aventure ambiguë.
- 1963: Jean Ikellé-Matiba (Camerun) per Cette Afrique-là.
- 1964: Birago Diop (Senegal) per Contes et savanes.
- 1965: ex aequo: Bernard Dadié (Costa d'Ivori) per Patron de New-York i Seydou Badian Kouyaté (Mali) per Les dirigeants africains face à leurs peuples.
- 1966: Olympe Bhêly-Quenum (Dahomey) per Le chant du lac.
- 1967: ex aequo: François-Borgia Marie Evembé (Camerun) per Sur la terre en passant i Jean Pliya (Dahomey) per Kondo, le requin.
- 1968: Francis Bebey (Camerun) per Le fils d'Agatha Moudio.
- 1969: Guy Menga (República del Congo) per La palabre stérile
- 1970: Boubou Hama (Níger) per Kotia Nima.
- 1971: ex aequo: Massa Makan Diabaté (Mali) per Janjon i l'abat Pierre Mviena (Camerun) per L'univers culturel et religieux du peuple Béti.
- 1972: Henri Lopès (República del Congo) per Tribaliques.
- 1973: Alioum Fantouré (Guinea) per Le cercle des tropiques.
- 1974: Amadou Hampâté Bâ (Mali) per L'étrange destin de Wangrin.
- 1975: Étienne Yanou (Camerun) per L'Homme Dieu de Bisso.
- 1976: Aoua Keïta (Mali) per Femmes d'Afrique.
- 1977: Sory Camara (Guinea) per Gens de la parole : essai sur les griots malinké.
- 1978: Idé Oumarou (Níger) per Gros plan.
- 1979: Lamine Diakhate (Senegal) per Chalys d'Harlem.
- 1980: Aminata Sow Fall (Senegal) per La Grève des bàttu.
- 1981: Jean-Marie Adiaffi (Costa d'Ivori) per La carte d'identité.
- 1982: ex aequo: Frédéric Titinga Pacéré (Alt Volta) per La poésie des griots : poèmes per l'Angola i Yodi Karone (Camerun) per Nègre de paille. Fora de concurs: Mariama Bâ (Senegal) per Un Chant écarlate.
- 1983: Sony Labou Tansi (República del Congo) per L'anté-peuple.
- 1984: Modibo Sounkalo Keita (Mali) per L'archer bassari.
- 1985: Jean-Pierre Makouta-Mboukou (República del Congo) per Introduction à l'étude du roman négro- africain de langue française et les grands traits de la poésie négro-africaine. Fora de concurs : Edem Kodjo (Togo) per Et demain l'Afrique.
- 1986: ex aequo: Désiré Bolya Baenga (Zaire) per Cannibale i Tierno Monénembo (Guinea) per Les écailles du ciel.
- 1987: Jean-Baptiste Tati Loutard (República del Congo) per Le Récit de la mort.
- 1988: Emmanuel Dongala (República del Congo) per Le feu des origines.
- 1989: Victor Bouadjio (França) per Demain est encore loin.
- 1990: Ahmadou Kourouma (Costa d'Ivori) per  Monnè, outrages et défis.
- 1991: Amadou Hampâté Bâ (Mali) per Amkullel, l'enfant peul (a títol pòstum i per la totalitat de la seva obra) i Kama Sywor Kamanda (Zaire) per La nuit des griots.
- 1992: Patrick Ilboudo (Burkina Faso) per Le héraut têtu.
- 1993: Maurice Bandaman (Costa d'Ivori) per Le fils de la femme mâle.
- 1994: Calixthe Beyala (Camerun) per Maman a un amant.
- 1995: Sylvain Bemba (República del Congo) (a títol pòstum i pel conjunt de la seva obra).
- 1996: Abdourahman A. Waberi (Djibouti) per Cahier nomade. Fora de concurs : Léopold Sédar Senghor (Senegal) pel conjunt de la seva obra.
- 1997: Daniel Biyaoula (República del Congo) per L'impasse. Menció especial : Édouard Makoto, L'Afrique par les Africains. Fora de concurs : Ousmane Sembène (Senegal) pel conjunt de la seva obra.
- 1998: Gaston-Paul Effa (Camerun) per Mâ.
- 1999: Ken Bugul (Senegal) per Riwan ou le chemin de sable.
- 2000: Boubacar Boris Diop (Senegal) pel conjunt de la seva obra. Menció especial : Sokhna Benga (Senegal) per La ballade de Sabador.
- 2001: Kossi Efoui (Togo) per La fabrique de cérémonies.
- 2002: Patrice Nganang (Camerun) per Temps de Chien. Fora de concurs : Yves-Emmanuel Dogbé (Togo) pel conjunt de la seva obra.
- 2003: Kangni Alem (Togo) per Cola Cola jazz.
- 2004: Sami Tchak (Togo) per La fête des masques. Mencions especials : Mahamoudou Ouédraogo (Burkina Faso) per Roogo i Almamy Maliki Yattara i Bernard Salvaing per Almamy. L'âge d'homme d'un lettré malien.
- 2005: Véronique Tadjo (Costa d'Ivori) per Reine Pokou.
- 2006: Edem (Togo) per Port Mélo. Menció especial : Florent Couao-Zotti pel conjunt de la seva obra.
- 2007: Bessora (Gabon) per Cueillez-moi, jolis messieurs.... Menció especial : Jean Sévry per Les Littératures d'Afrique du Sud.
- 2008: Jean Divassa Nyama (Gabon) per La vocation de dignité. Menció especial : Jag, àlies Lydie Itsouomb (Camerun) per Un homme à tout prix.
- 2009: In Koli Jean Bofane (República Democràtica del Congo) per Mathématiques Congolaises. Menció especial : Jean Jolly per L'Afrique et son environnement européen et asiatique.
- 2010: Gabriel Okoundji (República del Congo) per L'âme blessée d'un éléphant noir.
- 2011: Léonora Miano (Camerun) pel conjunt de la seva obra. Menció especial : Sonia Euzenot-Le Moigne per Sony Labou Tansi, La subjectivation du lecteur dans l'œuvre romanesque.
- 2012: Venance Konan (Costa d'Ivori) per Edem Kodjo, un homme, un destin.
- 2013: Augustin Emane (Gabon) per Albert Schweitzer, une icône africaine.
- 2014: Eugène Ébodé (Camerun) per Souveraine magnifique.
- 2015: Hemley Boum (Camerun) per Les maquisards.
- 2016: Blick Bassy (Camerun) per Le Moabi Cinéma.
- 2017: Aristide Tarnagda (Burkina Faso) per Terre rouge.
- 2018: Timba Bema (Camerun) per Les seins de l'amante et Gauz (Costa d'Ivori) pour Camarade Papa.